# Remember Me (오마이걸의 음반)
《Remember Me》(리멤버 미)는 대한민국의 걸 그룹 오마이걸의 여섯 번째 미니 음반이다. 타이틀 곡은 〈불꽃놀이 (Remember Me)〉로, 2018년 9월 10일 카카오엠을 통하여 발매되었다.

## 개요
- 《비밀정원》 이후 8개월 만에, 《바나나 알러지 원숭이》 이후 5개월 만에 대한민국에서 발매하는 음반이다.
- 타이틀 곡인 〈불꽃놀이 (Remember Me)〉는 ‘정원 시리즈’의 두 번째 곡이다.[1]

## 발매 과정
2018년 8월 24일 오마이걸의 공식 SNS 계정을 통하여 ‘불꽃놀이 초대장’이라는 제목이 붙은 컴백 관련 일정표가 게시되었다. 8월 29일 자정, 두 가지 버전으로 발행되는 음반의 구성 품목과, 큰 장미가 핀 분홍색 산 뒤로 불꽃이 터지는 분홍색 하늘을 멤버들이 가리키는 모습의 ‘Pink 버전’ 음반 표지가 공개되었다. 같은 날 오후 음반의 예약 판매가 시작되었다. 다른 버전인 ‘Violet 버전’의 음반 표지는 9월 5일 자정 업로드되었다. 해당 이미지에서는 불꽃놀이가 벌어지는 밤하늘을 배경으로 까만색 패션을 입은 멤버들이 정면을 보며 앉아 있다.
티저 사진은 닷새에 걸쳐 올라왔다. 8월 30일 첫 번째 단체 티저와 둘-셋-둘로 나누어 찍은 세 장의 사진이 함께 공개되었다. 사진 속에서 멤버들은 꽃으로 가득한 해질녘의 정원에서 한가로운 시간을 보내고 있다. 사흘 뒤인 9월 2일 공개된 세 장의 사진에는 얼굴을 알 수 없는 세 명의 멤버가 스파클라로 불꽃놀이를 하는 장면, 비니, 아린, 지호가 캐노피를 단 침대에 앉아 신비스러운 분위기에서 작은 등(燈)을 바라보는 장면, 효정, 유아, 승희, 미미가 실내에서 파티를 하며 시간을 보내는 장면이 담겼다. 9월 6일 올라온 마지막 단체 티저는 검은색의 의상을 입고 웃지 않는 표정으로 소파 주위에서 정면을 바라보는 멤버들을 찍었다.
5일간의 티저 중 개인별 사진은 이틀 동안 세 차례 공개되었다. 8월 31일에는 자정과 정오에 각각 한 번씩 공식 SNS 계정에 사진이 게시되었는데, 두 사진 속 공간과 의상은 같다. 우선 자정에 올라온 사진에서, 효정, 미미, 유아는 꽃을, 승희, 지호, 비니는 과일을, 아린은 책을 든 채 정면을 바라보고 있다. 한편 정오에 게시된 사진에서 미미는 반쯤 앉은 채, 유아와 아린은 선 채, 나머지 멤버들은 누운 채로 정원에 나와 있는 모습이다. 또 9월 7일 공개된 마지막 개인 티저는 마지막 단체 티저와 같은 의상으로 채워졌으며, 보다 몽환적인 분위기로 처리되었다.
9월 1일 총 다섯 곡으로 이루어진 트랙리스트가 발표되었다. 이후 9월 3일 타이틀 곡인 〈불꽃놀이〉의 콘셉트 티저 영상이 공개되었다. 9월 4일에는 전 곡의 가사 일부분이, 다음날인 9월 5일에는 하이라이트 메들리 영상이 공개되었다. 9월 8일과 9월 10일 자정 두 번에 걸쳐 〈불꽃놀이〉의 뮤직비디오 티저가 공개되었다. 9월 9일에는 비니의 생일을 맞아 진행한 네이버 V앱 방송에서 〈불꽃놀이〉의 안무를 일부 선보였다.

## 수록곡
| #  | 제목                       | 작사           | 작곡                                                          | 재생 시간 |
| -- | -------------------------- | -------------- | ------------------------------------------------------------- | --------- |
| 1. | 〈불꽃놀이〉 (Remember Me) | 서지음, 미미   | Steven Lee, Caroline Gustavsson (편곡: Steven Lee)            | 3:15      |
| 2. | 〈메아리〉                 | 서지음, 미미   | Hyuk Shin, MRay, Courtney Woolsey (편곡: MRay)                | 3:33      |
| 3. | 〈Twillight〉              | 서지음, 미미   | Command Freaks, Onestar, Krysta Youngs (편곡: Command Freaks) | 3:33      |
| 4. | 〈Illusion〉               | 서지음         | David Amber, Mayu Wakisaka (편곡: David Amber)                | 3:44      |
| 5. | 〈우리 이야기〉            | 추대관, 손고은 | 추대관 (편곡: 추대관)                                         | 3:56      |

## 차트
| 차트 (2018)                 | 최고 순위 |
| --------------------------- | --------- |
| 대한민국 (가온 차트 ‘주간’) | 3         |
| 대한민국 (가온 차트 ‘월간’) | 12        |

## 수상

### 음악 방송
| 프로그램                 | 날짜            |
| ------------------------ | --------------- |
| SBS MTV 《더 쇼 시즌 5》 | 2018년 9월 18일 |